# Trigeneració

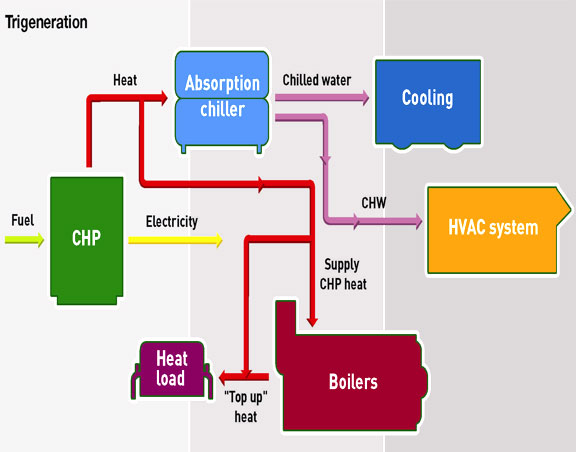
Cicle de la trigeneració

La trigeneració és un procediment similar a la cogeneració en el qual s'aconsegueix fred, a part d'energia elèctrica i calor, típics de la cogeneració, tot a partir d'un mateix combustible o una mateixa font d'energia primària.
L'aparició dels sistemes de trigeneració té el seu origen en l'anomenada generació distribuïda o descentralitzada, que consisteix a localitzar el sistema de generació en el mateix lloc on es troben els usuaris finals, o molt a prop seu.
La forma tradicional d'obtenir aquests productes energètics és per separat: consumir l'electricitat de la xarxa, produir la calor mitjançant calderes de combustible fòssil i el fred a partir de cicles de refrigeració per compressió, que consumeixen energia elèctrica. Els sistemes de trigeneració i cogeneració posseeixen certs avantatges econòmics i mediambientals respecte a la forma convencional de generació, entre elles un rendiment tèrmic global més elevat, que permet l'estalvi d'energia primària i la reducció d'emissions.

## Funcionament
La font d'energia primària utilitzada en sistemes de trigeneració pot ser un combustible fòssil com el gas natural o també fonts d'energia renovables o fins i tot calor residual de processos industrials, la qual cosa afegeix encara més avantatges mediambientals. A més, si la font d'energia és renovable permet la producció d'electricitat, calor i fred de forma independent de la xarxa elèctrica i del consum de combustibles fòssils. Això redueix la dependència de l'exterior, proporcionant seguretat de subministrament i independència energètica als usuaris. Existeixen instal·lacions de trigeneració que utilitzen com a energia primària biomassa, energia solar tèrmica, energia geotèrmica, i fins i tot combinacions d'algunes d'elles.
De forma general, una instal·lació de trigeneració està composta per tres sistemes principals:
Sistema de transformació de l'energia primària
L'existència i les característiques d'aquest sistema depenen del tipus d'energia primària utilitzada. En el cas d'utilitzar biomassa seria necessària una caldera per obtenir l'energia del combustible o en el cas de l'energia solar tèrmica un sistema decaptadors solars.
Sistema motor primari (o equip de cogeneració) que produeix l'electricitat i la calor residual aprofitable
Hi ha diferents tipus de tecnologies aplicables com a motor primari: cicle de vapor (cicle de Rankine i cicle de Rankine orgànic), turbina de gas, motor de combustió interna, motor Stirling i pila de combustible. L'elecció d'una o altra tecnologia depèn principalment de la potència elèctrica que es vulgui instal·lar, de la font d'energia primària disponible i de les seves característiques.
Sistema de generació de fred
La combinació de la cogeneració amb un sistema de producció de fred per absorció o de refrigeració per adsorció dona lloc a la trigeneració. Els cicles d'absorció i d'adsorció són processos en els quals es pot obtenir fred a partir d'una font de calor i són els més utilitzats en instal·lacions de trigeneració, encara que també poden utilitzar-cicles convencionals de refrigeració per compressió. Aquesta calor pot ser la calor residual del motriu primari o provenir directament de la transformació de l'energia primària.
En l'època estival, la demanda de calor baixa considerablement, de manera que la calor produïda en els equips de cogeneració pot aprofitar per generar fred per a la refrigeració necessària en aquesta època. La producció de fred suposa un augment de les hores d'operació i del factor d'utilització de les instal·lacions respecte a les de cogeneració, permetent al sistema operar amb una càrrega més estable al llarg de l'any, afavorint la seva viabilitat econòmica. D'aquesta manera s'aconsegueixen tres tipus d'energia, a partir d'una energia primària, juntament amb un important estalvi econòmic i una bona alternativa per al medi ambient.

## Avantatges
Entre els seus avantatges hi ha l'aprofitament de l'energia tèrmica que és un residu obligat en la generació d'electricitat mitjançant combustibles.
No és de menysprear que en produir l'electricitat in situ, s'eviten les pèrdues d'energia del transport i la transformació que, considernt la producció d'un país en conjunt, s'aproximen al 50% per cent de l'energia elèctrica total produïda.

## Aplicacions
El mercat potencial de les instal·lacions de trigeneració és molt ampli. Inclou aplicacions amb una elevada demanda de calor i fred, per exemple en el sector residencial (habitatges, xarxes de barri per a sistemes de calefacció: calefacció urbana i refrigeració), en el sector serveis o sector terciari (complexos turístics i esportius, centres comercials, supermercats, estacions de ferrocarril, aeroports, etc.) i també en la indústria (farmacèutica, alimentària, etc.)